# Hámori Erzsébet (fotográfus)
Hámori Erzsébet, Hámori Gyuláné, született Skultéty Erzsébet (Budapest, 1927. március 30. – Budapest, 2021. március 23.) magyar fotográfus, fényképészmester

## Családja, tanulmányai
Édesapja Skultéty János, liptószentmiklósi származású, Budapestre települt cipőfelsőrész-készítő volt, édesanyja Pevny Julianna szintén a Felvidékről származott.
A Budapest X. kerületi Százados úti elemi iskola után 1937 őszétől 1941 tavaszáig a Százados úti Polgári Leányiskolába járt, ahol kiváló tanulmányi eredményeiért három osztálytársával jutalomkönyvet is kapott.
Ezután a családi ellenállást leküzdve 15–16 évesen jelentkezett Brunhuber Béla műtermébe fényképész tanoncnak, s mellette ipariskolába járt. Szakmai tudásának alapozása itt történt meg.
1949. június 17-én ment férjhez Hámori Gyulához. Gyermekeik közül az idősebb fiú, Hámori Péter folytatta szülei szakmáját, fotográfus lett, öccse, Hámori Attila költő, irodalmár.

## Pályafutása
Brunhuber Bélánál, az 1928-tól udvari és kamarai fényképész címet viselő, 1910-től Schmidt Ede utódaként a VIII. kerületi Baross utca 61. szám alatti neves fényképszalonban sajátította el a hivatásos fényképészet ismereteit. A tanulóévek és a gyakorlati idő letelte után 1949-ben tette le a mestervizsgát.
1949-ben váltotta ki az iparigazolványát, s előbb a Galamb utca 7. szám alatt önálló mesterként működött Skultéty Erzsébet fényképészmester név alatt, majd Hámori Gyula műtermébe szerződött. Ettől kezdve főként a színházi és kulturális eseményekre ő járt ki fényképezni, a Hámori Gyula cégnév alatt keletkezett ekkori felvételek már az ő munkáit is tartalmazzák.
1949. június 17-én férjhez ment Hámori Gyulához, s mindkettejük iparengedélyével rendelkező közös vállalkozásukban az ő neve alatt dolgozott, amíg az 1950-es évek elején el nem vették az iparengedélyeiket.
1957. január 24-én ismét kiváltotta iparengedélyét, ekkortól Hámori Gyuláné fényképészmester név alatt működött, férjével közös műtermük a VI. kerületi Majakovszkij (ma Király utca) 78. szám alatt volt. 1967. január 31-én elvált Hámori Gyulától, azonban a vállalkozás zökkenőmentes folytatása érdekében fenntartotta asszonynevén a cégnevet, amely alatt 1982-ig dolgozott. Elsősorban a riportfelvételek készítésével foglalkozott, e korszakból fennmaradt fotói tanúskodnak sokrétű eseményfotózási tevékenységéről.
Változatos témájú rendezvényeken és eseményeken készült felvételei folyamatosan megjelentek a Muzsika, a Könyvtáros, az Épületgépészet, a Magyar Grafika és még számos egyéb lap oldalain, valamint rendszeresen a Kisiparos Újságban, melynek rendezvényein, közgyűlésein hivatalból is részt vett. Készített fotókat az 1975. szeptemberi Nemzetközi Finnugor Kongresszus alkalmával is.
Az 1971/73-tól a Magyar Tudományos Akadémia egyik fényképészeként (később fiával együtt) a rendezvényeken, konferenciákon, tárgyalásokon, közgyűléseken, neves személyek fogadásakor készített felvételeket. E fotók egészen 2012 év végéig dokumentálják az akadémiai eseményeket előbb fekete-fehér, majd színes filmen, 2001-től már digitálisan is.
Hámori Gyuláné fényképeiből is válogatott A 150 éves akadémia székháza. Épület-, intézmény- és gyűjteménytörténet. Magyar Tudományos Akadémia Bölcsészettudományi Kutatóközpont, Budapest, 2018. című kiadvány:
- 1. Bartók Béla születésének 90. évfordulójára rendezett emlékülés a Magyar Tudományos Akadémián, 1971. március 25.[14]
- 2–3. Farkas Bertalan űrhajós és Magyari Béla tartalékos űrhajós látogatása az Akadémián; fogadás a Tudósklubban, 1980. június 17. Két felvétel.[15]
- 4. A Magyar Tudományos Akadémia közgyűlése, 1996. május 6.[16]
- 5. A Magyar Tudományos Akadémia közgyűlése, 1996. május 9.[17]

Ugyancsak részben az ő és Fáy Béla fényképei szerepelnek Domokos Mátyás (szerk.): A Széchenyi Irodalmi és Művészeti Akadémia első évei (Budapest, 1996) végén található 32 oldalnyi képmelléklet oldalain.
Ez időszakban készült felvételei megörökítették a kultúra korszakbeli irányítóinak, az Elnöki Tanács elnökének, majd a köztársasági elnököknek, minisztereknek, az akadémia elnökeinek alakját, a külföldi vendégek fogadásának jeleneteit. Fotózott Erdey-Grúz Tibor (1970. február 5. – 1976. augusztus 16. ), Szentágothai János (1976. október 26. – 1985. május 10.), Berend T. Iván (1985. május 10. – 1990. május 24.), Kosáry Domokos (1990. május 24. – 1996. május 9.), Glatz Ferenc (1996. május 9. – 2002. május 4.), Vizi E. Szilveszter (2002. május 5. – 2008. május 6.), Pálinkás József (2008. május 6. – 2014. május 6.) akadémiai elnöksége alatt tartott közgyűlések, fogadások, tárgyalások alkalmával. Így például Aczél György, Lázár György, Erdey-Grúz Tibor, Kádár János, Losonczi Pál, Glatz Ferenc, Antall József, Teller Ede, Göncz Árpád, Mádl Ferenc, Várszegi Asztrik, Schweitzer József, Erdő Péter, Orbán Viktor, Gyurcsány Ferenc, Tőkés László, Oláh György, Li Jüan-csö, Pan Gimun (Ban Ki Moon) és még sok politikus, akadémikus, neves személyiség szerepelnek a fotókon.
Külföldi vendégekként II. Erzsébet angol királynő és Fülöp herceg (1993. május 4.), XVI. Károly Gusztáv és Szilvia svéd királyné (1991. május 28–31.) Roman Herzog német szövetségi elnök (1994. szeptember 10.), George H. W. Bush, Madeleine Albright (2000, díszdoktorrá avatása), Hirohito japán császár, Mihail Szergejevics Gorbacsov, Silvia Cartwright, Új-Zéland főkormányzója, Ricardo Lagos, Chile elnöke, Göran Persson, Svédország miniszterelnöke, Stjepan Mesić, a Horvát köztársaság elnöke, Karolos Papoulias Görögország elnöke és még sokan mások vannak megörökítve felvételein.
Párhuzamosan a szállodaipar és a MTESZ neves eseményeire is meghívták, és például a Hungarhotels, a Danubius és a Taverna szállodaláncokhoz tartozó hotelekben megszállt, vagy az itt tartott találkozókon számtalan külföldi hírességről készültek riportfelvételek érkezésükkor, távozásukkor, sajtótájékoztatóik alkalmával. Indira Gandhi (1972. június 21.), David Rockefeller (1973. január 26.), Kurt Waldheim (1973. július 29.), Aldo Moro (1974. május 24.), François Mitterrand (1976. május 24–29.), Sah Reza Pahlavi (1978. május 20., az ELTE díszdoktorává avatása alkalmával), Helmut Schmidt (1979. szeptember 6.), Agostino Casaroli bíboros (1980. szeptember 29.), Richard Nixon (1982. július 4.), Georges Bush (1983. szeptember 19.), Bettino Craxi (1984. április 13.), a Dalai láma (1990. április 27.) és még nagyon sok magyar és külföldi neves politikus szerepel fotográfiáin.
Nemzetközi konferenciák többnapos rendezvényeit is megörökítette. Így a „World Science Forum (WSF)” 2005. november 10–12., 2007. november 8–10. és 2009. november 5–7. között Budapesten megrendezett tanácskozásait, az „International Pediatric Nephrology Association (IPNA) /Nemzetközi Gyermekorvosi és Nefrológiai Szövetség/” 2007. augusztus 31.–szeptember 4. között tartott konferenciájának szakmai és kulturális eseményeit. Részt vett fotósként a „28. International Epilepsy Congress” 2009. június 29.–július 1-ig tartott előadásain, fogadásain, kulturális műsorain. Felvételeket készített 2011. május 4–6. között a résztvevőkről, előadókról, a hallgatókról és az egyidejűleg megtartott kiállításról a „The European Future Technology Conference and Exhibition” budapesti rendezvényén. Jelen volt és fotózott az öt kontinens harmincnyolc országából több mint kétszázhetven résztvevővel megtartott „3rd International Regulatory Workshop on A to Z on Bioequivalence, Bioanalysis, Dissolution and Biosimilarity (BEW)” nemzetközi gyógyszerkutatási konferencián, amelynek 2012. június 4–6. között harmadik alkalommal adott otthont a Magyar Tudományos Akadémia díszterme.
Az 1982-től keletkezett felvételek már Hámori Erzsébet fényképész megjelöléssel készültek.
1972–1988 között idősebbik fia, Hámori Péter is a vállalkozás alkalmazottja lett, előbb fényképész tanulóként, 1974-től fényképész szakmunkásként, majd 1977-től fényképészmesterként, egészen 1988-ig, amikor önálló iparengedélyt váltott ki. Ezen időszakban a fényképeken a Hámori Foto–Video, Majakovszkij u. 78. cégjelzést is alkalmazták.
2005 körül a fényképész vállalkozás profilját, tevékenységi körét kiterjesztették. Az addigi riportfelvételek, reklámfotózás, műszaki felvételek, prospektusok készítése, szerkesztése, festményreprodukció-készítés, tárgyfotózás mellett a korábban kevésbé hangsúlyos műtermi portrékészítés, a régi képek digitális felújítása-összedolgozása is bekerült a vállalt munkavégzési körbe. A cégnév Hámori Fotó Videó Digitális Stúdió (1068 Budapest Király u. 78.) megnevezésre változott, s így működött tovább Hámori Erzsébet és Hámori Péter iparengedélyével, egészen 2013. január 1-jéig, megszűnéséig.
Hámori Erzsébet (Hámori Gyuláné) neves tudósokról, hírességekről és eseményekről készült felvételei az interneten is megtekinthetők a Hámori Fotó Videó Digitális Stúdió honlapján, s ugyancsak online is láthatók egyes fotográfiái. Megtalálhatók az Akadémiai Levéltár Fényképtára, a Szegedi Tudományegyetem Klebelsberg Kuno Könyvtár, Képtár és Médiatéka, a Petőfi Irodalmi Múzeum, a Magyar Kereskedelmi és Vendéglátóipari Múzeum (Budapest), gyűjteményeiben, őriz tőle fényképet a Déri Múzeum (Debrecen) is. Előbbi online elérhető és megtekinthető felvételein kívül még nagyon sok fotója rejtezik közgyűjtemények és kiadók archívumaiban katalógusban feltárt, vagy feltáratlan állapotban.

## Közéleti tevékenysége
Az 1970-es évek végén és az 1980-as években a Kisiparosok Országos Szervezete szakmafejlesztési bizottságát vezette, majd megválasztották az Országos Fényképész Mestervizsga Bizottság elnökének.
A Budapesti Kézműves Kamara (BKK) megalakulásakor annak alelnökévé választották, a Budapesti Fényképész Mestervizsga Bizottság elnöke, majd 2013-ig társelnöke volt. A Nemzeti Szakképzési Intézet és a Magyar Kézműves Kamara felkérésére Pál Endre szaktanár közreműködésével kidolgozta a fényképész mestervizsga szintet.
1990-ben megalakította a Fényképészek-Videofelvételkészítők Országos Ipartestületét, melynek 2012-ig csaknem folyamatosan elnöke volt, ahol évente kétszer országos szakmai napokat szervezett. A Budapesti Kereskedelmi és Iparkamara (BKIK) Kézműves tagozattal szorosan együttműködve rendszeresen továbbképző tanfolyamokat tartott a hagyományos és a digitális technológiáról egyaránt. A Budapesti Kereskedelmi és Iparkamara Szolgáltató Szakosztályának elnöke volt.

## Kitüntetései, díjai
- Ezüstgyűrű kitüntetés, 1982. szeptember 24. (KIOSZ, 25 éves munkáért)
- Ezüst céhláda, 1987. Ipartestületek Budapesti Szövetsége (IBSZ)
- Az Ipar kiváló mestere, 1988. április
- Kölni Fényképész Szakszövetség ezüstjelvénye, 1989. július 1. (Centralverband Deutscher Berufsfotografen /Német Hivatásos Fotósok Központi Szövetsége/)
- Aranydiploma, 1995 (Magyar Kézműves Kamara)
- Aranygyűrű kitüntetés, 1997. január 28. (IPOSZ, 40 éves munkáért)
- Aranykéz Emlékplakett, 1999 (Budapesti Kézműves Kamara)
- Miniszteri kitüntetés, 2000. március 15. Matolcsy György sk.
- Aranykoszorús fényképészmester, 2003. március 30. (IPOSZ)
- Elismerő oklevelek: 1. Kiváló szervezeti munkáért kitüntetés ezüst fokozata, 1985. március; 2. Az IPOSZ társadalmi tisztségviselőjeként az országos elnökségben végzett áldozatvállaló és eredményes munkája elismeréséül, 1998. július 15.; 3. Emléklap a kézműipar szolgálatáért (IPOSZ), 2004. május 22.; 4. Budapesti Kézműves Kamara emléklapja az 1994. október 31. és 1999. december 31. közötti időszakban a kézművesség és gazdasági önkormányzata érdekében a kamara testületében végzett tevékenység köszönetéül és elismeréséül. 1999.; 5. Jegyzőkönyvbe foglalt elismerés. (A Fényképészek- Videofelvétel készítők és Rokon szakmák Országos Ipartestülete Hámori Erzsébet örökös tiszteletbeli elnöknek, 2003. március 3.)
- A Magyar Tudományos Akadémia elnöke által adományozott „Pro Scientia Hungarica érem”, 2008[32]
- BKIK Emlékplakett, 2009. október 7. (Budapesti Kereskedelmi és Iparkamara)
- Tagcsoport Elnökök Kollégiumának Oklevele, 2012 (Budapesti Kereskedelmi és Iparkamara)